# Escut d'Alemanya
L'escut d'Alemanya és un dels símbols estatals més antics d'Europa i un dels senyals més antics del món. És d'or, amb una àguila de sable, armada, becada i linguada de gules, colors que es repeteixen a la bandera d'Alemanya: negre, vermell i groc. La versió actual es va introduir als darrers temps de la República de Weimar.

## Història

### Edat mitjana i Sacre Imperi Romanogermànic
L'àguila com a emblema, que els romans i romans d'Orient ja utilitzaven com a representació del més sagrat –el Déu suprem i l'emperador– i com a metàfora d'invencibilitat, apareix en sòl alemany a l'època de Carlemany (742-814). Cap al 1200, la Reichsadler ('àguila imperial'), de sable sobre camper d'or, era reconeguda generalment com l'escut imperial.
El 1433, el Sacre Emperador Romà Segimon va adoptar l'àguila bicèfala per primera vegada. Des d'aleshores, aquest fou el símbol de l'emperador germànic i l'escut d'armes del Sacre Imperi Romanogermànic. A partir de mitjan segle xv, els respectius emperadors van col·locar l'emblema de la seva dinastia damunt el pit de l'àguila. Amb la fi de l'imperi, el 1806, va deixar d'existir un senyal nacional unificat.

Escut de l'emperador Frederic III, rei alemany (1446)
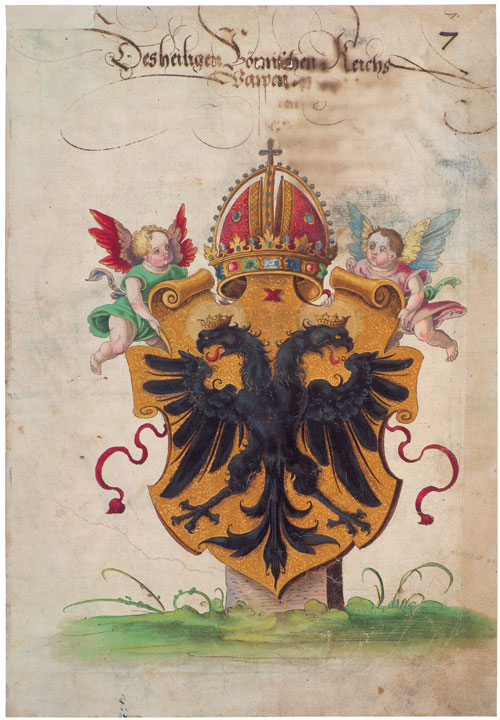
Escut del Sacre Imperi Romanogermànic en un manuscrit
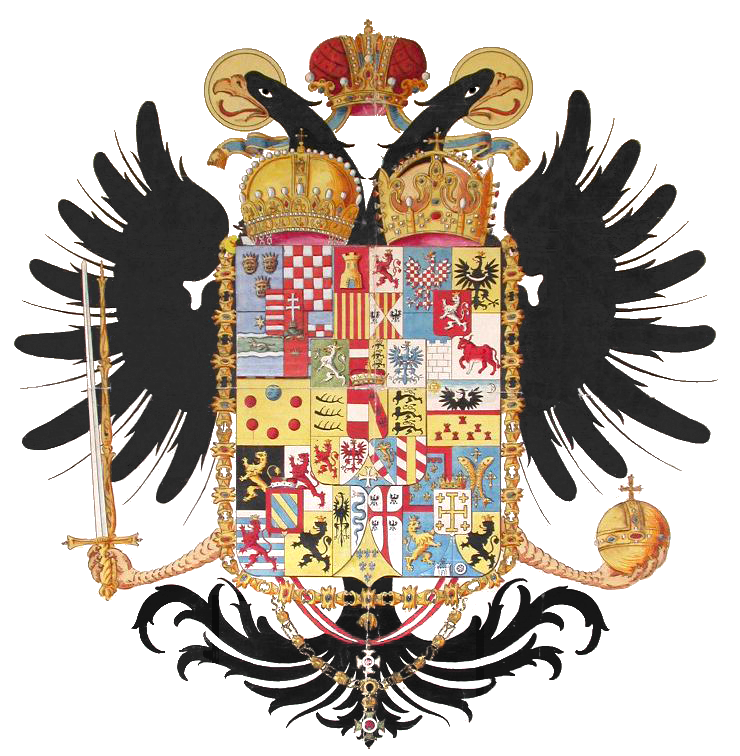
Escut de l'emperador Josep II (1765)
Escut a l'època del darrer emperador, Francesc II (1804-1806)

### Confederació Germànica i Confederació d'Alemanya del Nord
El 1815, 39 estats germànics van formar una Confederació als territoris de l'antic imperi. Fins al 1848, però, no van tenir un escut comú. La sessió del Parlament confederal reunida a Frankfurt del Main va utilitzar un segell amb l'emblema de l'Imperi Austríac, ja que Àustria era qui liderava la unió. Es tractava de l'àguila bicèfala imperial de sable que Àustria havia adoptat just abans de la dissolució del Sacre Imperi Romanogermànic.
Durant la revolució de 1848, l'Assemblea Nacional Germànica reunida a l'església de Sankt Paul de Frankfurt va adoptar un nou escut d'armes, amb l'àguila bicèfala però sense els quatre símbols de l'emperador: l'espasa, el globus imperial, el ceptre i la corona. L'àguila, de sable, figurava en camper d'or, amb una estrella de cinc puntes d'or damunt l'escut; flanquejant-lo, unes banderes amb els colors negre, vermell i groc. Aquesta proposta, però, no va gaudir de l'acceptació general.
El 1866 es va establir la Confederació d'Alemanya del Nord, sense Àustria ni els estats germànics meridionals, sota el lideratge del Regne de Prússia. Es va adoptar un nou escut faixat de sable, argent i gules, flanquejat per dos salvatges amb garrots drets sobre un pedestal, coronat amb la corona reial.

L'àguila imperial d'Àustria va servir de model per a l'escut de la Confederació Germànica
Escut de la Confederació Germànica (1848-1866)
Proposta d'escut durant la Revolució de Març (1848)
Escut de la Confederació d'Alemanya del Nord (1866-1871)

### Imperi Alemany
L'imperi Alemany va reintroduir l'àguila medieval d'un sol cap en camper d'or. La Reichsadler ja s'havia introduït durant la Proclamació de Versalles, si bé de manera provisional. El disseny de l'àguila fou alterat almenys dos cops en temps de l'Imperi (1871-1918). A l'escut hi figura una àguila imperial de sable de disseny realista, timbrada amb la corona del Sacre Imperi Romanogermànic. L'àguila té el bec i les potes de gules, amb les ales esteses mostrant les plomes, però tan sols un cap que mira a la destra. Això contrastava amb la seva predecessora bicèfala de la Confederació Germànica, amb què es pretenia simbolitzar que parts importants de l'antic imperi com ara Àustria i Bohèmia no en formaven part.

Gran escut d'armes de l'emperador Alemany: escut imperial de Sa Majestat
Escut provisional de l'imperi Alemany en la Proclamació de Versalles (27 d'abril - 3 d'agost de 1871)
Escut de l'Imperi Alemany (3 d'agost de 1871 - 1888)
Escut de l'Imperi Alemany (6 de desembre de 1888 - 1918)

### República de Weimar i règim nazi
La República de Weimar (1918-1933) va conservar la Reichsadler sense els símbols de la monarquia precedent (la corona, el collar i l'escussó damunt el pit amb les armes de Prússia). En camper d'or, l'àguila tenia un disseny realista, era de sable amb les ales esteses i ensenyant les plomes, becada, linguada i armada de gules. Fou anunciada pel president Friedrich Ebert el 1919 i ha servit de model per a l'actual escut d'Alemanya, adoptat per la República Federal el 1950 i conegut des d'aleshores com la Bundesadler ('àguila federal').
Tot i que Adolf Hitler va arribar al poder el 1933, l'àguila de Weimar es va mantenir fins al 1935. El Partit Nazi usava com a símbol una àguila estilitzada de color negre damunt una corona de fulles de roure que encerclava una esvàstica. L'àguila mirava cap a la dreta i era coneguda com la Parteiadler ('àguila del Partit'). A partir del 1935 els nazis introdueixen el símbol del partit com a senyal nacional (Hoheitszeichen) per representar l'Estat nacionalsocialista. Aquesta àguila, anomenada Reichsadler, es diferenciava de la del Partit en el fet que mirava cap a l'esquerra.

Escut dels primers temps de la República de Weimar
Escut usat a les banderes governamentals de la República de Weimar
Emblema durant el Tercer Reich, que representava l'Alemanya nazi com a senyal nacional (1935-1945)

### República Democràtica Alemanya
La República Democràtica Alemanya va usar un emblema de tipus socialista des del 1950 fins a la reunificació amb l'Alemanya Occidental el 1990, en què va adoptar el símbol de la RFA. Originàriament constava d'un martell d'or voltat per dues espigues de blat, disseny que es va canviar el 1953 afegint-hi un compàs d'or, uns feixos d'espigues de blat i una cinta amb els colors de la bandera alemanya; el 1955 s'hi va afegir un fons vermell. El 1959 fou afegit a la bandera estatal.

Escut de la República Democràtica Alemanya (1950-1953)
Escut de la República Democràtica Alemanya (1953-1955)
Escut de la República Democràtica Alemanya (1955-1990)